# Hrvatski liječnički zbor
Hrvatski liječnički zbor (skraćeni naziv: HLZ) je javna udruga hrvatskih liječnika (doktora medicine i doktora stomatologije).

## Povijest
HLZ osnovan je 26. veljače 1874. radi unapređenja zaštite zdravlja naroda, stručnog i znanstvenog rada, njegovanja liječničke etike i zaštite staleških interesa.[1] Hrvatski liječnički zbor osnovan je pod imenom Sbora liečnikâ kraljevina Hrvatske i Slavonije, a službeni glasnik Liečnički viestnik izašao je siječnja 1877. godine. Godine 1919. mijenja ime u Zbor liječnika Hrvatske, Slavonije i Medjumurja. Godine 1923. potegnulo se pitanje promjene imena u Hrvatsko liječničko društvo, a 1939. godine promijenjeno je ime u Hrvatski liječnički zbor. Nadalje, 1945. godine promijenjeno je ime u Zbor liječnika Hrvatske. Akademija ZLH osnovana je 1971., te dodjela diploma počasnim članovima, diplome i spomen plakete Ladislav Rakovac i Pavao Ćulumović za istaknuti zdravstveni rad. Naziv Hrvatski liječnički zbor vraćen je 26. veljače 1991. i ponovo su pokrenute Liječničke novine. Godine 1992. primljen je u članstvo Svjetskog liječničkog društva (skraćeni naziv: eng. WMA).[2] U krilu Hrvatskoga liječničkog zbora osnovana je 1961. godine Akademija medicinskih znanosti Hrvatske kao i Komisija za znanstvenog - istraživački rad Glavnog odbora HLZ-a.[3]
Hrvatski liječnički zbor osnivač je i Medicinskog fakulteta u Zagrebu, Hrvatske liječničke komore, ali i drugih udruga i institucija. Konstituirajuća sjednica Senata, po prvi puta u povijesti HLZ-a održana je 1. lipnja 2015. godine. Članovi Senata su bivši predsjednici, prvi dopredsjednici, uglednici HLZ-a. Prvi predsjednik Senata HLZ-a bio je prof.dr.sc. Andrija Pavić, dr. med.
Dan liječnika u Hrvatskoj obilježava se na dan osnutka HLZ-a, svakog 26.veljače.

## Djelatnost
Hrvatski liječnički zbor djeluje na području Republike Hrvatske. Članstvo HLZ-a čine liječnici koji žive i djeluju u zemlji i inozemstvu, ali i druge osobe visoke stručne spreme koje rade u zdravstvenim državnim, županijskim i privatnim ustanovama i surađuju u stručnim društvima i podružnicama. Članovi mogu biti redovni, pridruženi i začasni.
Članstvo izvješćuje preko Liječničkih novina, Liječničkog vjesnika i Acta stomatologica croatica, putem telematičkih sustava i na druge načine, prema potrebi. Djelatnost Hrvatskog liječničkog zbora obuhvaća:
1. stručno i znanstveno usavršavanje,
2. unapređenje znanstveno istraživačkog rada, u čemu surađuje s Akademijom medicinskih znanosti Hrvatske i drugim znanstvenim institucijama i društvima,
3. unapređenje medicinske nastave suradnjom s medicinskim fakultetima i Stomatološkim fakultetom te organizacijama studenata medicine i stomatologije,
4. njegovanje medicinske etike, pridržavanje etičkog kodeksa i medicinske deontologije, razrada novih etičkih načela i poštovanje općih moralnih i humanih principa,
5. unapređenje zdravstvenoga stanja stanovništva i zaštita čovjekova okoliša,
6. unapređenje zdravstvene kulture stanovništva predavanjima, organiziranjem dana i tjedana zdravlja, tiskanjem popularnih publikacija, obavještavanjem sredstvima javnog informiranja,
7. sudjelovanje predstavnika Zbora u tijelima zdravstvene uprave i izvršne vlasti,
8. davanje mišljenja i ekspertiza pri donošenju zakona i odluka o organizaciji zdravstvene zaštite i zdravstvene službe te ostalim javno zdravstvenim problemima,
9. izdavanje časopisa: Liječnički vjesnik, Liječničke novine, Acta stomatologica croatica; objavljivanje stručnih i znanstvenih knjiga, edukativnih i popularnih publikacija, obrazaca i drugo,
10. njegovanje društvenog, kulturnog, glazbenog i športskog života svojih članova,
11. suradnja s drugim liječničkim te zdravstvenim i srodnim udrugama u zemlji i inozemstvu,
12. briga za unapređenje društvenog i ekonomskog položaja liječnika te zaštita članova HLZ-a u svim slučajevima nepravednog i nezakonskog postupka prema časti i materijalnim interesima
člana.

## Odličja
Odličja Hrvatskog liječničkog zbora su:
1. začasno članstvo
2. odličje Ladislav Rakovac
3. odličje dr. Franjo Miličić 
4. povelja Hrvatskog liječničkog zbora
5. diploma Hrvatskog liječničkog zbora
6. zahvalnice Hrvatskog liječničkog zbora
7. posebne zahvalnice Hrvatskog liječničkog zbora
8. spomen zahvalnice Hrvatskog liječničkog zbora za rad
9. spomen zahvalnice Hrvatskog liječničkog zbora za 50 godina neprekidnog registriranog članstva

## Predsjednici
Predsjednici od 1874. godine su: Franjo Milličić (1874. - 1877.), Antun-Ante Schwarz (1877. -  1878.), Šime Šverljuga - Švrljuga (1878. - 1880.), Ladislav Rakovac (1880. -  1883.), Aleksa Vancaš (1883. - 1885), Josip Kallivoda - Falkensteinski (1885. - 1893.), Ladislav Rakovac (1893. -  1907.), Ivan Kosirnik (1907. - 1913.), Dragutin Mašek vitez Bosnadolski (1913. -  1919.), Josip Lochert (1919. -  1920.), Aleksandar Blašković (1920. - 1923.), Miroslav pl. Čačković-Vrhovinski (1923. -  1925.), Aleksandar Blašković (1925. - 1927.), Karlo Radoničić (1927. -  1930.), Janko Božić (1930. -  1932.), Pavao Ćulumović (1932. -  1935.), Vladimir Ćepulić (1935. -  1945.), Srećko Šilović (1945. - 1946.), August-Gustav Forenbaher (Forenbacher) (1945. -  1958.), Sergije Dogan (1958. - 1960.), Nikola Peršić (1960. -  1965.), Stojan Knežević (1965. -  1974.), Franjo Kosoković (1974. -  1982.), Predrag Drobnjak (1982. -  1984.), Andrija Pavić (1984. -  1989.), Mirko Gjurašin (1989. -  1992.), Ante Dražančić (1992. -  1997.), Dubravko Orlić (1997. -  2005.), Hrvoje Šobat (2005.–2009.), Željko Metelko  (2009. - 2013.), Željko Krznarić (2013. - … ) 
U listopadu 2013. godine Republika Hrvatska i HLZ postaju punopravni članovi Europske unije liječnika specijalista (skraćen naziv: eng. UEMS)

## Projekti Hrvatskog liječničkog zbora
Izrada kliničkih smjernica za zdravstveni sustav Republike Hrvatske
HLZ je od 2004. godine izradio više od 70 smjernica, a u pisanju kojih su sudjelovala stručna društva HLZ-a. HLZ je na taj način ponudio dijagnostičko-terapijske smjernice temeljene na relevantnim znanstvenim dokazima. HLZ, u suradnji s National Institute for Health and Care Excellence (skraćeni naziv: NICE) pronašao je rješenja za kreiranje kratkih, jednoznačnih, u praksi primjenjivih smjernica i algoritama za dijagnostiku i liječenje najčešćih bolesti u Hrvatskoj. 
NICE, u suradnji s National Guideline Alliance (skraćeni naziv: NGA), kreira smjernice za dijagnostiku i liječenje u različitim granama medicine. Tim stručnjaka sastoji se od nekoliko desetaka članova raznih profesija, liječnika, ekonomista, projektnih menadžera, pacijenata, kako bi se u kreiranju smjernica obuhvatili svi važni dijelovi dijagnostike i terapije. U izradi smjernica sudjeluju i akademske institucije, medicinski fakulteti te profesionalne i zdravstvene organizacije. Sam proces izrade smjernica počinje prikupljanjem i čitanjem relevantne literature, određivanjem svih važnih dionika sustava te istraživanjem mogućnosti i prilika svake pojedine zemlje u izradi kliničkih smjernica. 
U suradnji s Ministarstvom zdravstva HLZ je oformio tim za izradu kliničkih smjernica koji je pohađao edukaciju koja se održala u Londonu od 11. do 21. lipnja 2018. Program edukacije o postupku i metodama donošenja kliničkih smjernica po uzoru na međunarodnu metodologiju proveli su stručnjaci NGA-a Kraljevskog fakulteta porodničara i ginekologa (skraćeni naziv: eng. RCOG) u Londonu koji imaju višegodišnje iskustvo na području edukacije i kreiranja kliničkih smjernica. Projekt izrade kliničkih smjernica za zdravstveni sustav Republike Hrvatske je u pripremnoj fazi te je predviđen početak u 2023. godini.

## EXPPAND - Uvođenje novog programa „Eksperimentalne farmakologije i patologije i organizacija ljetne škole Klinička prehrana i dijetoterapija“
Doprinos internacionalizaciji visokog školstva Republike Hrvatske sredstvima iz Europskog socijalnog fonda postignut je putem projekta EXPPAND. Cilj projekta je i povećanje konkurentnosti te lakše i kvalitetnije zapošljavanje studenata u budućnosti. Projekt „EXPPAND - Uvođenje novog programa Eksperimentalne farmakologije i patologije i organizacija ljetne škole Klinička prehrana i dijetoterapija“ trajao je od 2018. do 2021. godine. U svrhu internacionalizacije studija i mobilnosti studenata u sklopu visokog obrazovanja, Medicinski fakultet Sveučilišta u Zagrebu s Hrvatskim liječničkim zborom, te ostalim partnerima Stomatološkim fakultetom, Prehrambeno-biotehnološkim fakultetom, Farmaceutsko-biokemijskim fakultetom i Veterinarskim fakultetom Sveučilišta u Zagrebu pokrenuo i proveo je projekt u cijelosti financiran sredstvima Europskog socijalnog fonda.  EXPPAND je osigurao razvoj i provedbu novog programa i ljetne škole na engleskom jeziku; izborni predmet „Eksperimentalna farmakologija i patologija“ te  ljetna škola „Klinička prehrana i dijetoterapija“. Ljetna škola razvijena je i provedena od strane HLZ-a u tri navrata (2019. , 2020. i 2021. godine). 

## Nagrade Hrvatskog liječničkog zbora

### Hrvatska državna nagrada
Hrvatsku državnu nagradu za iznimne zasluge i postignuća u promicanju znanstvenog i stručnog rada, medicinske etike, te općih moralnih i humanih načela HLZ-u dodijelila je tadašnja predsjednica Republike Hrvatske, Kolinda Grabar-Kitarović, 28. lipnja 2019. godine. HLZ-u je Hrvatska državna nagrada dodijeljena povodom 145. obljetnice osnivanja, a u ime Zbora primio ju je predsjednik prof. dr. sc. Željko Krznarić.

### Povelja Hrvatske liječničke komore
Hrvatski liječnički zbor, zajedno s Medicinskim fakultetom u Zagrebu, dobitnik je Povelje Hrvatske liječničke komore za posebne zasluge u  obnovi rada Komore. Povelja je uručena povodom obilježavanja 25. obljetnice obnove rada Hrvatske liječničke komore.
Svečana dodjela odličja održala se 24. ožujka 2021. u prostorijama Hrvatske liječničke komore. U ime HLZ-a odličje je primio predsjednik, prof. dr. sc. Željko Krznarić. 
Prof. dr. sc. Marijan Klarica, tadašnji dekan Medicinskog fakulteta u Zagrebu, primio je odličje u ime Medicinskog fakulteta Sveučilišta u Zagrebu. Povelju je uručio predsjednik Hrvatske liječničke komore dr.sc. Krešimir Luetić.

## Ostalo
U organizaciji Hrvatskog liječničkog zbora (HLZ) svake godine slavi se obljetnica kontinuiranog djelovanja te se tom prigodom organizira humanitarni Liječnički bal. Dana 29. veljače 2020. proslavljena je 146. obljetnica Hrvatskoga liječničkog zbora.
Zgrada Liječničkog doma u kojoj se nalazi Hrvatski liječnički zbor u Zagrebu, a koja je svoja vrata prvi put otvorila 30. siječnja 1937. godine u Šubićevoj 9, oštećena je potresom u Zagrebu, 22. ožujka 2020., jačine 5,5 stupnjeva te djelomično potresom u Sisačko-moslavačkoj županiji 29. prosinca 2020. Pregledom stručnjaka izrađen je projekt temeljem kojeg su sanirani svi prostori Hrvatskoga liječničkog zbora.
Nakon više desetljeća od odluke liječnika da sagrade svoj Dom, 1933. godine je proveden arhitektonski natječaj na kojem je za izvedbu odabran projekt arhitekata Frane Cote i Zvonimira Požgaja. Gradnja je počela 1935. a dovršena je do 1937. Zgrada se ubraja među najbolja ostvarenja hrvatske funkcionalističke arhitekture internacionalnog stila kako stoji u Rješenju Ministarstva kulture o upisu u Registar kulturnih dobara Republike Hrvatske.

## Vanjske poveznice
- Hrvatski liječnički zbor  Arhivirana inačica izvorne stranice od 15. prosinca 2014. (Wayback Machine)